# Округ Окмалги (Оклахома)
Окмалги (енгл. Okmulgee County) је округ у америчкој савезној држави Оклахома.

## Демографија
По попису из 2010. године број становника је 40.069, што је 384 (1,0%) становника више него 2000. године.
| Група             | 2000.          | 2010.          |
| Белци             | 27.395 (69,0%) | 25.803 (64,4%) |
| Афроамериканци    | 4.046 (10,2%)  | 3.501 (8,7%)   |
| Азијати           | 77 (0,2%)      | 131 (0,3%)     |
| Хиспаноамериканци | 772 (1,9%)     | 1.293 (3,2%)   |
| Укупно            | 39.685         | 40.069         |